# Beeldmanipulatie

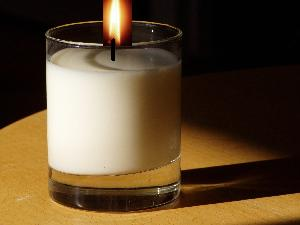
Voorbeeld van beeldmanipulatie, een 'melkkaarsje'

Onder beeldmanipulatie wordt verstaan het aanbrengen van veranderingen in een afbeelding, met name in een foto (fotomanipulatie). Traditioneel geeft een foto de werkelijkheid weer, het was lastig veranderingen aan te brengen zonder dat dit aan het resultaat op zich (zonder te beschikken over het origineel) te zien was. Met digitale technieken (fotoshoppen) is dit eenvoudiger geworden. Dit kan gebruikt worden voor misleiding (desinformatie).
Beeldmanipulatie vindt plaats na beeldbewerking. Het woord beeldmanipulatie wordt gericht gebruikt in de zin van het wijzigen, verwijderen of toevoegen van afzonderlijke beeldelementen in een bepaalde afbeelding.

## Geschiedenis
Een van de eerste vervalsingen zou het werk zijn geweest van de Franse pionier-fotografie Hippolyte Bayard: in 1840 maakte hij een foto die zijn eigen lijk moest voorstellen en gaf het de titel "Zelfportret als verdronken man".
Vroeger werden bijvoorbeeld tot persona non grata verklaarde hooggeplaatste personen weggeretoucheerd van officiële foto's. Ook in oorlogspropaganda werd hier wel gebruik van gemaakt.
De Sovjetdictator Jozef Stalin liet in ongenade gevallen personen en politieke vijanden, zoals Trotski en Jezjov, van officiële foto's verwijderen. Ook liet hij op zijn eigen foto de littekens van pokken wegwerken.
Ook bij de dames uit de Belle-Époque werden al of niet op verzoek door de fotograaf verbeteringen aangebracht.
In de wetenschap wordt er volgens microbioloog Elisabeth Bik veel gemanipuleerd met afbeeldingen.

## Werkwijze
Beeldmanipulatie kan worden uitgevoerd met gespecialiseerde programma's als Adobe Photoshop, Paint Shop Pro of GIMP. Het manipuleren van beelden wordt dan ook vaak "fotoshoppen" genoemd, naar het programma Adobe Photoshop. 
In het begin van de 21e eeuw werd kunstmatige intelligentie steeds beter in staat om overtuigende onechte beelden te creëren. Dat gebeurt met beeldgeneratoren als Midjourney, DALL-E en Stable Diffusion. En met apps als FaceApp kan een glimlach een grimas worden of omgekeerd.

## Risico’s
Beeldmanipulatie brengt ook sociale risico’s mee, wanneer het publiek steeds sceptischer wordt over wereldschokkende beelden. Er bestaat ook een groeiend risico van politiek misbruik van wat wel eens het "leugenaarsdividend" genoemd wordt: zo kan elk beeldmateriaal van mensenrechtenschendingen of oorlogsmisdaden afgedaan worden als “gefabriceerd met AI” en dus nep.
Om de risico’s te ondervangen hebben bedrijven als Intel en OpenAI AI-gestuurde tools ontwikkeld om AI-manipulatie te herkennen. Maar dergelijke detectoren werken niet altijd perfect.

## Voorbeelden

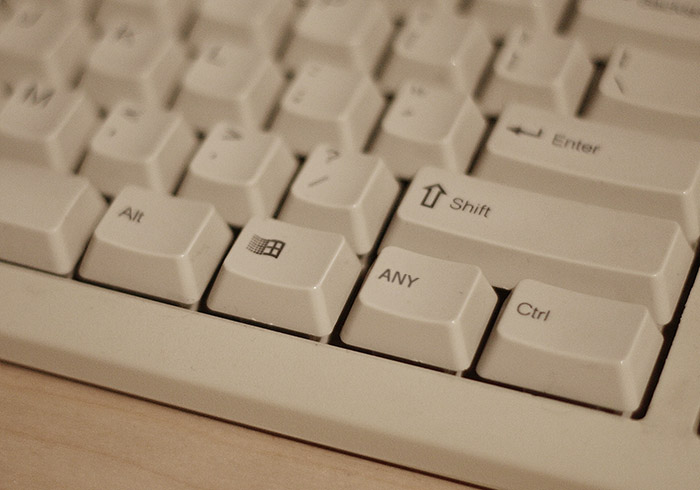
Een toetsenbord, zogenaamd met een 'any key'.
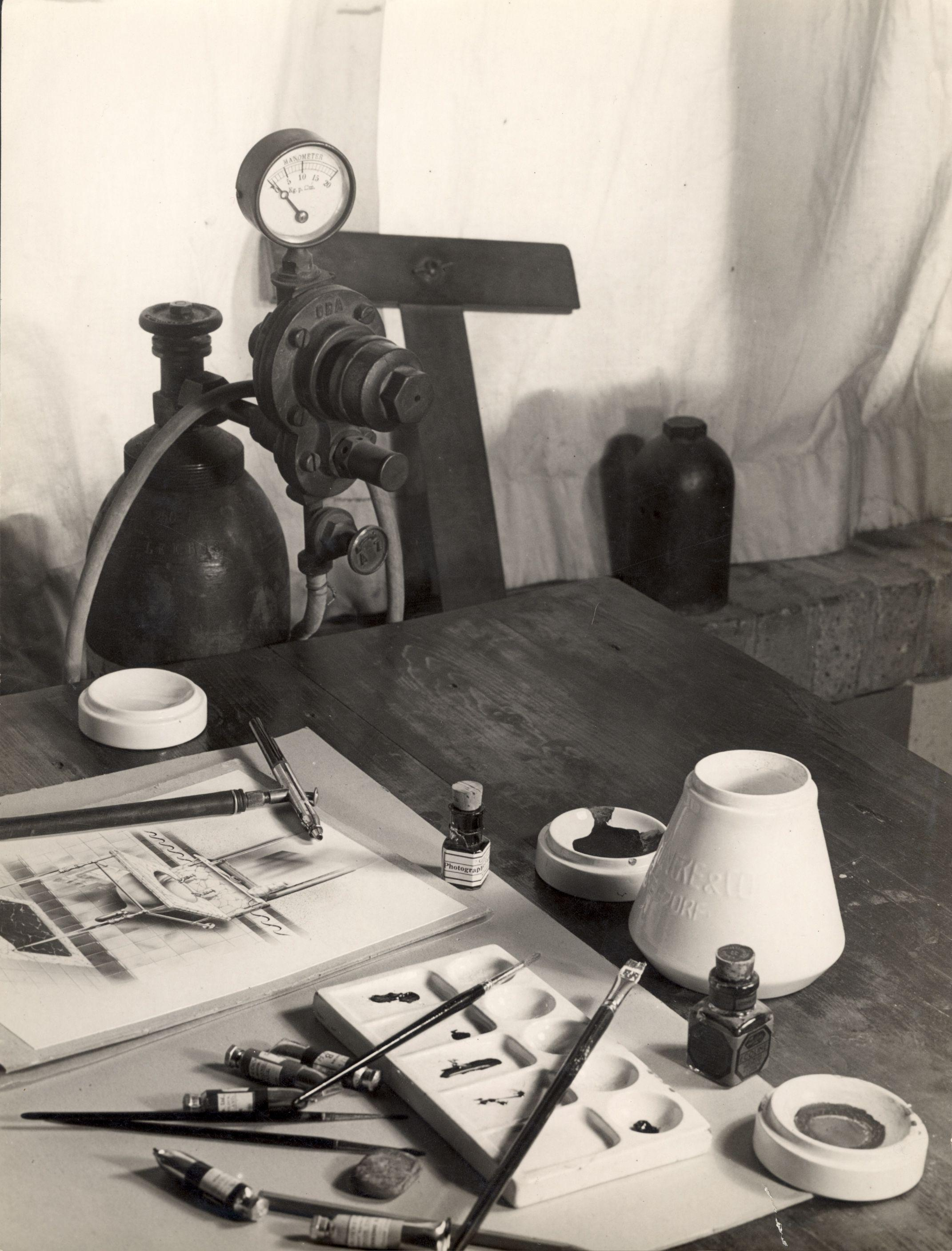
retouche-set uit de retouche-afdeling bij N.V. Drukkerij De Spaarnestad, eind jaren 40 - jaren 50